# 迈阿密斯普林斯 (佛罗里达州)
迈阿密斯普林斯（英語：Miami Springs）是美国佛罗里达州邁阿密-戴德縣的一座城市，属于南佛罗里达迈阿密都会区的一部分。根据2020年美国人口普查数据，该市人口为13,859人。这座城市占地约为7.7平方公里（约合3平方英里），位于迈阿密市中心西北方向，东北与海厄利亚接壤，西南毗邻弗吉尼亚花园，南部边界则是迈阿密国际机场。城市呈三角形，城市边界北至奥基乔比路和迈阿密河，西部边界则是西北第67大道、勒德拉姆运河和佛罗里达东海岸铁路海厄利亚调车场，南接西北第41街和西北第36街，东至西北南河大道与西北第31街之交汇处。
这座城市的创建者是美国航空先驱、发明家和土地开发商——格伦·柯蒂斯，他于1926年建立了这个最初名为乡村俱乐部庄园（Country Club Estates）的社区。与科勒尔盖布尔斯、奥帕洛卡等其他迈阿密-戴德县城市一样，迈阿密斯普林斯是佛罗里达州最早的规划社区之一。城市建筑普遍采用源自美国西南部的普韦布洛复兴风格，例如最初的乡村俱乐部酒店设计就模仿了普韦布洛村庄的样式，其他建筑则融合了西班牙传教风格。城市的重要地标包括格伦·柯蒂斯大宅、费尔黑文养老院、乡村俱乐部酒店等。
历史上，迈阿密斯普林斯的发展与迈阿密国际机场密切相关，机场至今仍是该市最大的经济引擎。1990年代初，随着泛美航空和美国东方航空的破产，迈阿密斯普林斯经济一度遭受重创。此后，该市发展出更加多元化的经济结构，但仍与机场和航空业保持紧密联系。自1993年以来，迈阿密斯普林斯一直被认定为“美国树城”，更因其对环境保护、本地历史传承和生活品质的承诺而被授予“守护美国遗产社区”称号。